# Honkajärvi (sjö i Sastmola, Satakunta)
Honkajärvi är en sjö i kommunen Sastmola i landskapet Satakunta i Finland. Arean är 27 hektar och strandlinjen är 3,27 kilometer lång.  Den  ingår i Bottenhavets kustområde.  Sjön ligger omkring 55 kilometer norr om Björneborg och omkring 270 kilometer nordväst om Helsingfors. 
I sjön finns ön Patakivi. 